# Premio Mussolini
Il Premio Mussolini fu un premio che veniva assegnato ogni anno dalla Reale Accademia d'Italia.
Ne venivano assegnati quattro, uno per ciascuna delle classi dell'Accademia: per la letteratura, per le scienze morali e storiche, per l'arte e per le scienze.
I Premi venivano assegnati con un contributo del Corriere della Sera, offerto dai proprietari, Mario, Aldo e Vittorio Crespi.

## Storia
Furono istituiti nel 1931.
Venivano consegnati ogni anno il 21 aprile, anniversario del Natale di Roma.
L'ultimo fu assegnato dall'Accademia il 21 aprile 1944, a Firenze. Il premio per la classe delle lettere era stato assegnato all’unanimità a Vittorio Giovanni Rossi. Il giudizio, però, fu sovvertito da un intervento politico-letterario del Ministro della Cultura popolare della Repubblica sociale italiana, Fernando Mezzasoma, che, senza neanche informare l’Accademia, d’autorità assegnò il premio all’antifascista Marino Moretti. A Moretti nel 1932 era stata negata la vittoria del “Premio Mussolini” per essere stato tra gli antifascisti firmatari del “Manifesto degli intellettuali antifascisti" di Croce. Rossi al contrario aveva firmato quello degli intellettuali fascisti, di Gentile.

## Vincitori
Elenco dei vincitori fino al 1938, integrato con altri.
| Anno | Discipline morali e storiche | Scienze                  | Lettere                         | Arti                |
| ---- | ---------------------------- | ------------------------ | ------------------------------- | ------------------- |
| 1931 | Pietro De Francisci          | Filippo De Filippi       | Ada Negri                       | Ildebrando Pizzetti |
| 1932 | Giuseppe Furlani             | Aldo Castellani          | Silvio Benco                    | Ardengo Soffici     |
| 1933 | Giuseppe Gerola              | Orso Mario Corbino       | Guelfo Civinini                 | Libero Andreotti    |
| 1934 | Emanuele Ciaceri             | Giorgio Antonio Garbasso | Pier Maria Rosso di San Secondo | Gio Ponti           |
| 1935 | Alfredo Rocco                | Modesto Panetti          | Michele Barbi                   | Riccardo Zandonai   |
| 1936 | Ettore Pais                  | Giulio Chiarugi          | Emilio Cecchi                   | Piero Gaudenzi      |
| 1937 | Carlo Conti Rossini          | Giovanni Battista Bonino | Antonio Baldini                 | Gino Chierici       |
| 1938 | Franco Savorgnan             | Franco Rasetti           | Ettore Bignone                  | Angelo Zanelli      |
| 1939 | Arrigo Serpieri              | Domenico Zaccagna        |                                 |                     |
| 1940 |                              | Quirino Majorana         |                                 |                     |
| 1941 |                              |                          | Bruno Cicognani                 |                     |
| 1942 |                              |                          | Giulio Pajotti (?)              | Arturo Tosi         |
| 1943 | Biagio Pace                  |                          |                                 |                     |
| 1944 |                              | Leonida Tonelli          | Marino Moretti                  |                     |

- Mario Raimondi per le arti[senza fonte]